# Neve Bradbury
Neve Bradbury (* 11. April 2002 in Melbourne) ist eine australische Radrennfahrerin.

## Sportlicher Werdegang
Als Juniorin gewann Bradbury im Januar 2019 die australischen Meisterschaften im Straßenrennen, wurde aber wegen eines zu leichten Fahrrads disqualifiziert. Bei den Ozeanienmeisterschaften zwei Monate später holte sie den dritten Platz.
Da 2020 infolge der Corona-Pandemie keine Radrennen in Australien möglich waren, schrieb sie sich in die Zwift Academy ein und gewann diese. Darauf erhielt sie für 2021 einen Vertrag bei Canyon SRAM Racing und konnte in der Folge professionellen Radsport in Europa betreiben. Über ein spezielles Programm der Deakin University setzte sie ihr Studium der Sportwissenschaft fort.
2022 belegte sie beim bis dahin bedeutendsten Etappenrennen für Frauen, dem Giro d’Italia Donne, den 10. Platz. Nach mehreren Podiumsplätzen bei australischen Meisterschaften wurde sie Anfang 2024 U23-Meisterin im Straßenrennen (als 10. des gemeinsamen Rennens mit der Elite). Eine Woche später erzielte sie ihr erstes Podium in der UCI Women’s WorldTour, als sie bei der Tour Down Under den dritten Platz belegte. Kurz darauf wurde sie Zweite auf der Bergetappe der UAE Tour und auch im Gesamtklassement. Im Juni des Jahres erzielte sie bei der Tour de Suisse ihren ersten Profisieg, als sie sich zusammen mit ihrer Mannschaftskameradin Katarzyna Niewiadoma aus einer Spitzengruppe absetzte und die beiden gemeinsam ins Ziel kamen. Auch in dieser Rundfahrt endete sie als Zweite der Gesamtwertung.

## Erfolge
2019
 Ozeanienmeisterschaften (Juniorinnen) – Straßenrennen
2022
Nachwuchswertung Tour of Scandinavia
2023
Nachwuchswertung Thüringen Ladies Tour
2024

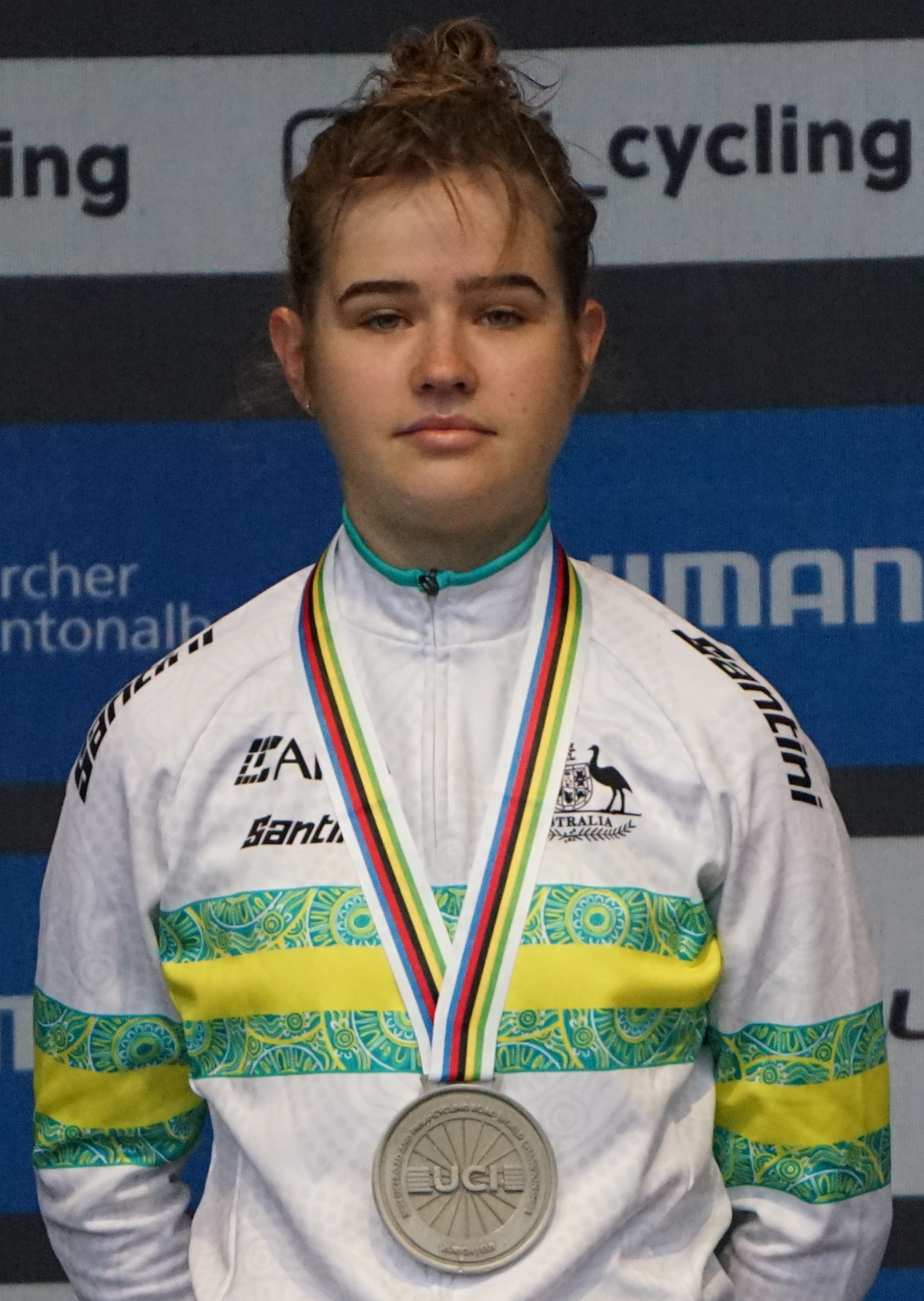
Neve Bradbury, Silbermedaillengewinnerin an der WM 2024

 Australische Meisterin (U23) – Straßenrennen
Nachwuchswertung UAE Tour
eine Etappe und Nachwuchswertung Tour de Suisse
eine Etappe und  Nachwuchswertung Giro Donne
 Weltmeisterschaften (U23) – Straßenrennen